# Polygonum davisiae
Espèce
Polygonum davisiae ou Polygonum newberryi est une espèce de plantes à fleurs du genre Polygonum (les renouées) et de la famille des Polygonaceae présente à l'ouest des États-Unis.

## Habitat
Polygonum davisiae est présent à l'ouest des États-Unis dans les États de Californie, de l'Oregon, de Washington et de l'Idaho. La plante est présente dans les zones montagneuses.

## Description
Il s'agit d'une plante vivace possédant un caudex et qui peut atteindre jusque 40 centimètres. Les feuilles sont ovales avec pointe ou en forme de lances triangulaires. La feuille est jaune ou vert pâle, légèrement poilue et douce. Les fleurs apparaissent en groupe de 2 à 5 dans l'axe des feuilles. Grandes de quelques millimètres, elles sont jaunâtres, verdâtres ou teintées de pourpres